# Adam Dragosavljević
Adam S. Dragosavljević (Beremend, 1800. március 1. – Valkóapáti, Szerém vármegye, 1862. június 28.) magyarországi szerb pedagógus, nyelvújító.

## Életrajza
Adam Dragosavljević 1800. március 1-jén született Beremenden. Nehéz anyagi körülmények között rendszertelenül járt iskolába több helyre: Beremend, Kisvalud, Medina, Kácsfalu (ezek szerb iskolák voltak), Nagyharsány (magyar iskola). Az általános iskola alatt több földbirtokosnál szolgált. Ahogy megtanulta az egyházi segéd szerepet, 16 évesen harangozó és segéd lett, majd egy évre rá egy évig tanár lett Bezedeken, majd egy évet Pélmonostoron. 1817 őszén beiratkozott a zombori tanárképzőbe, amelyet 1819-ben végzett el. Mint tanuló meglepte a tanárait az iskolai disszertációjával: A szerb nyelv nyelvjárásai („О дијалекту српског језика“ (1818–19). Miután elvégezte az iskolát a megtanult latinul és németül. Ezeket a nyelveket is több iskolában tanulta. A 2. osztályt Újvidéken, a 3. és 4. osztályt Vinkovcéban a latin gimnáziumban. Ezután 1822-23-ban ugyanitt tanított, majd 4 évet siklóson Siklóson, 3 évet Mohácson, 1830–38 között Vukováron és Siden 1 évet 1840-ben oktatta a diákokat. A tanítói munkát többször félbeszakította, mert más munkát is kapott: képviselő volt Siden, titkár a bíróságon Belgrádban.
Ő volt az egyik, aki támogatta Vuk Stefanović Karadžić reformját. Munkái a nyelvről és versei a Matica Srpska évkönyveiben (7, 1826; 10, 1827; 25-26, 1831; 30-31, 1832; 32-35, 1833; 95-96, 1857; 98, 1858) és Arnót Magazinban (23, 39, 1838) jelent meg. Összegyűjtötte Vuk Stefanović Karadžićnak több verset és szót (3000 körül) Baranya és Szerémség vidékeiről. Nem sokkal ezután Siklóson elkezdte tanítani a Karadžić-féle helyesírást és nyelvtant, de az iskola vezetősége ellenezte ezt. 1825-ben a Matica Srpska évkönyvében több cikket írt a szerb írásbeliségről. Nevében a reform miatt az „I” betűt „И”-re cserélte. A megreformált nyelven íródott kéziratait nem nyomtatták ki a 20-as években.

## Bibliográfia
- „Ода Г. Стеф. Станковићу Епис. Будимск.“, Buda 1829.
- „Преосвештеному господину Стефану Станковићу православном скоропостављеном епископу будимском припевка /од учитеља Муачког/“, Buda 1829.
- „Постанак' славенски слова или писменост' каква је и каква треба да је у србском' језику“, Belgrád 1840.
- „Немачка граматика за децу с'рпску. Парче друго“, Újvidék, 1843.
- „Немачка граматика : за децу и за свакога, који је рад немачки језик из књîга да научи“, Pest, 1851.

Fordítás: „Превод Псалтира : као прва проба на српском језику“, Bécs, 1833

## Emlékezete
Szülőfalujában mellszobrot emeltek 1987-ben.